# فایور

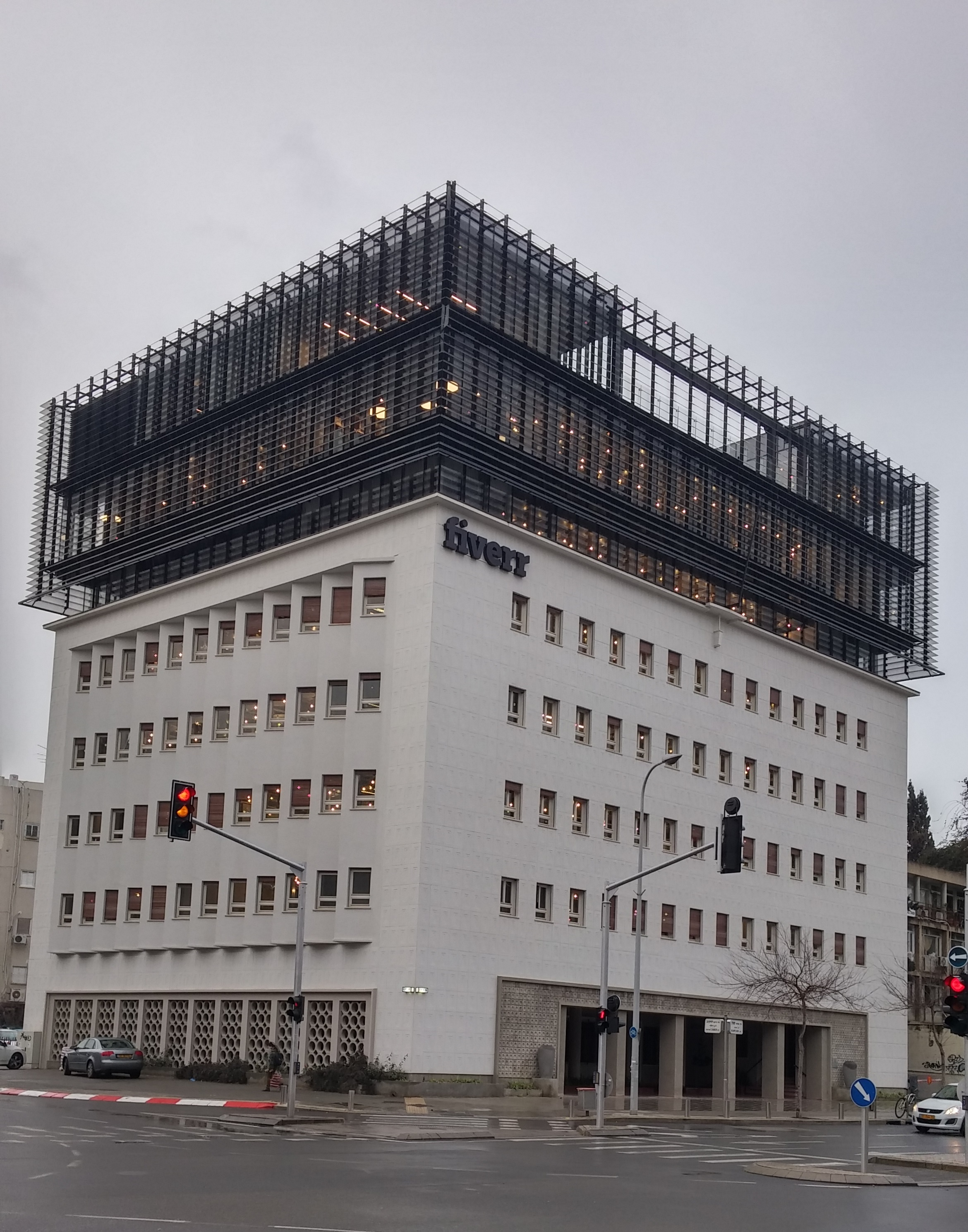
Fiverr ساختمان در تل آویو

Fiverr یک بازار آنلاین برای خدمات کارمزدی دورکاری است. این وبسایت در سال ۲۰۱۰ میلادی برپایه شرکتی در تل آویو شروع به کار کرد. این سرویس بستری را برای افراد دورکار ارائه می‌داد که بر بستر آن می‌توانستند پیشنهادهای خود را به مشتریان در سراسر جهان ارسال کنند. در سال ۲۰۱۲ میلادی بیش از سه میلیون خدمات در وبسایت فایور لیست شده بود.

## تاریخچه
فایور در تاریخ دوشنبه ۱۲ بهمن ۱۳۸۸ (۱ فوریه ۲۰۱۰ میلادی) توسط شای وینینگر (به انگلیسی Shai Wininger) و میچا کائوفمن (به انگلیسی Micha Kaufman) تأسیس شد. وینینگر به این ایده به میدان آمد که یک سامانه تعاملی دوطرفه برای برون سپاری خدمات دیجیتالی راه‌اندازی کند. سامانه‌ای کم در آن اغلب خدماتی که قابلیت انجام شدن به روش دورکاری و برون سپاری را دارند ارائه شود. خدمات پیشنهادی این وبسایت شامل نویسندگی، ترجمه، طراحی گرافیک، ویرایش ویدئو و برنامه‌نویسی است. تعرفه حق عضویت وبسایت فایور از ماهانه پنج دلار شروع می‌شود و می‌تواند تا هزاران دلار برای «گیگ» های بزرگ بالا رود. به هر خدمت پیشنهاد شده در وبسایت فایور «گیگ» گفته می‌شود.
وبسایت فایور در اوایل سال ۲۰۱۰ راه‌اندازی شد و تا سال ۲۰۱۲ حدود ۱٫۳ میلیون «گیگ» را میزبانی می‌کرد. در این سال حجم تراکنش‌ها بیش ار ۶۰۰٪ نسبت به سال ۲۰۱۱ افزایش داشته بود. علاوه بر این در سال ۲۰۱۳ وبسایت فایور در میان ۱۰۰ سایت برتر در ایالات متحده و ۲۰۰ سایت برتر در جهان قرار گرفت.